# Operace Demon

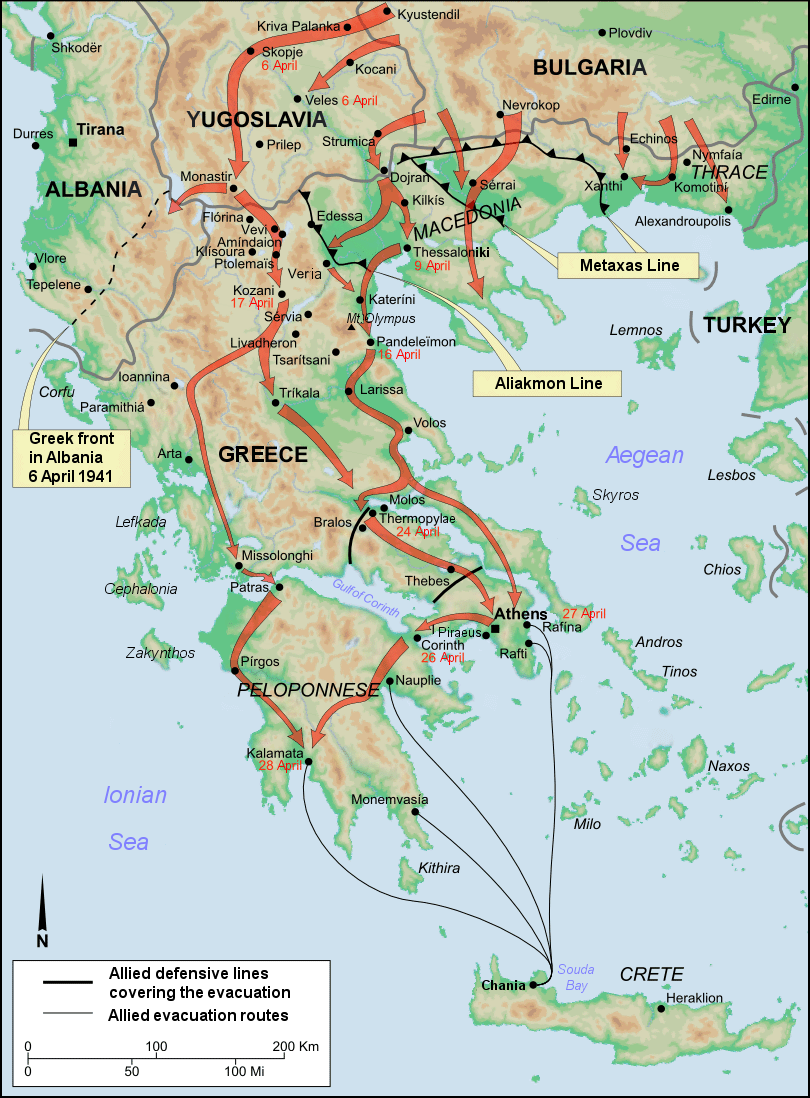
Řecké tažení: Postup sil Osy a evakuace na Krétu

Operace Demon byla britskou vojenskou operací v roce 1941, jejímž cílem byla námořní evakuace expedičního sboru o síle 50 000 mužů z kontinentálního Řecka převážně na Krétu.

## Průběh operace
O uskutečnění operace bylo rozhodnuto 21. dubna 1941. Rozhodnutí bylo reakcí na radikální zhoršení vojenské situace Britů v Řecku a zahájena byla 24. dubna 1941 v přístavech Nauplion a Raftis. Den před tím kapitulovala řecká armáda. Operace bezprostředně navázala na operaci Lustre, jejímž cílem byla naopak doprava expedičního sboru do Řecka. Díky naprosté vzdušné převaze Němců operace Demon probíhala výhradně v noci. Lodě, které ji zajišťovaly, musely místa naloďování opouštět do 3.00 hodin ráno, aby se pokud možno předešlo napadení střemhlavými bombardéry Luftwaffe. Došlo-li k poškozením či ztrátám lodí, stalo se tak pouze v důsledku vzdušných útoků. Italské loďstvo, které mohlo rovněž průběh operace ohrožovat, se po celou její dobu neobjevilo, což bylo jedním z důsledků porážky Italů v bitvě u Matapanu. Z důvodu poškození a zablokování přístavu Pireus bylo nutné k naloďování využívat menších přístavišť a vhodných pláží. I tak se podařilo z Řecka evakuovat necelých 50 000 mužů. Při operaci vypomáhalo veškeré britské lehké válečné loďstvo z oblasti východního Středomoří, tj. 6 křižníků, 19 torpédoborců, 3 korvety, 6 výsadkových bárek a 11 rychlých transportních lodí. Díky tomu byla ochromena i činnost těžkého válečného loďstva, neboť to nemohlo bez krytí lehkými loděmi vyplout. Vojenské jednotky byly evakuovány z velké části na Krétu. Tento fakt unikl německé armádní výzvědné službě Abwehru, která předpokládala, že evakuované jednotky ukončily svou pouť až v Alexandrii. Tento omyl sehrál pro Němce negativní roli při pozdější invazi na Krétu.